# Beez in the Trap
«Beez in the Trap» (рус. «Я там, где можно заработать») — песня американской хип-хоп-исполнительницы Ники Минаж с её второго студийного альбома Pink Friday: Roman Reloaded (2012). Песня была выпущена третьим синглом с альбома 29 мая, 2012 года, после «Starships» и «Right by My Side».

## Предпосылки
«Beez in the Trap» написали Минаж, Морис Джордан и 2 Chainz, и спродюсировали Мэттью «Got Koke» Фордж и Kenoe. Песня записана в Conway Studios в Лос Анджелесе, Калифорния Изначально, Kenoe начал отправлять Ники и поп и рэп композиции, когда началась запись её второго альбома, однако позже, Ники попросила у него более агрессивного хип-хоп трека. Премьера песни состоялась на радио-шоу DJ Flex на Hot 97 20 марта, 2012 года.

## Критический приём
Песня получила в основном смешанные отзывы от критиков.
Журнал Complex поместил песню на девятое место в топе 50 лучших песен 2012 года, а журнал Pitchfork Media поставил песню на восемнадцатое место в том же списке.

## Видеоклип
Съёмки клипа на песню «Beez in the Trap» прошли 18 марта, 2012 года в Майами. Режиссёром стал Benny Boom. Премьера прошла 6 апреля, 2012 на официальном аккаунте Минаж на VEVO. Клип был номинирован в номинации «Лучшее хип-хоп видео» на премии MTV Video Music Awards 2012. По состоянию на декабрь 2018 года видео набрало более 175 миллионов просмотров.

## Живые исполнения
Минаж впервые исполнила песню на 106 & Park 3 апреля, 2012 года, вместе с «Champion», «Roman Reloaded», «Right by My Side», «HOV Lane», «I Am Your Leader», и «Fire Burns». Она исполнила песню после «Champion» на BET Awards 2012 вместе с 2 Chainz. Песня была исполнена на радио-шоу Hackney Weekend 23 июня, 2012 года. Минаж включила песню в сет-лист её концертного тура Pink Friday Tour, на концертах в Северной Америке, Минаж исполняла песню вместе с 2 Chainz. Минаж также включила песню в сет-лист тура Pink Friday: Reloaded Tour.

## Коммерческий приём
По состоянию на декабрь 2014 года песня была продана тиражом более 1 миллиона копий в США. 28 августа, песня получила золотую сертификацию от Recording Industry Association of America (RIAA).

## Позиции в чартах
| Чарты (2012)                         | Позиция |
| ------------------------------------ | ------- |
| Ireland (IRMA)                       | 74      |
| UK Singles (Official Charts Company) | 131     |
| UK R&B (Official Charts Company)     | 32      |
| US Billboard Hot 100                 | 48      |
| US Hot Rap Songs                     | 7       |
| US Rap Airplay                       | 7       |

| Чарты (2012)                         | Позиция |
| ------------------------------------ | ------- |
| US Hot R&B/Hip-Hop Songs (Billboard) | 45      |
| US Rap Songs (Billboard)             | 34      |

| Регион | Сертификация | Продажи  |
| --- | ------------ | -------- |
| США (RIAA) | Золотой      | 500 000^ |
| * Данные о продажах приведены только на основе сертификации. ^ Данные о тиражах приведены только на основе сертификации. |              |          |

## История радио-релиза
| Страна | Дата              | Формат         |
| ------ | ----------------- | -------------- |
| США    | 29 мая, 2012 года | Rhythmic radio |